# 大象的認知
許多當代動物行為學學者認為大象是已知最聰明的動物之一。它們的大腦重量平均比5公斤（11磅）多一點，超過任何其他現存且已確認過的陸生動物大腦；同時，雖然大型鯨魚的體重可達大象平均值的20倍，但其大腦重量僅是大象大腦重量平均值的兩倍。大象有大約2570億個神經元。 大象的大腦在一般連接性和功能區域方面，與人類和許多其他哺乳動物的大腦構造相似，但存在一些獨特的差異。大象大腦的神經元數量大約是人腦的三倍；然而，其大腦皮質的神經元數量約為人類大腦皮質的三分之一。
大象表現出各種各樣的認知行為及傾向等，包括與悲傷、學習、模仿、玩耍、利他主義、使用工具、憐憫、合作、自我意識、記憶和溝通相關的行為等。 證據顯示大象可能理解人類藉由手指或類似物體以非語言方式溝通的能力。 它們在有關方面與鯨豚類和靈長目動物相似。由於大象的高智商和顯著的家庭關係表現，一些研究人員認為人類在道德上需要考慮有關方面。
亞里斯多德將大象描述為「在智慧和思想上超越所有其他動物的動物」。

## 參看
- 圈養大象